# Skeda udde
Skeda udde is een plaats in de gemeente Linköping in het landschap Östergötland en de provincie Östergötlands län in Zweden. De plaats heeft 253 inwoners (2005) en een oppervlakte van 30 hectare.